# Eusébio de Matos
Eusébio de Matos e Guerra (Salvador, 1629 — 7 de julho de 1692) foi um orador, pintor e poeta do Brasil Colônia  que atuou entre 1629 e 1692; era irmão de Gregório de Matos. Aparentemente foi aluno dos pintores da comitiva de Maurício de Nassau, sendo fundador da "escola baiana" de pintura.

## Biografia
Eusébio de Matos nasce na Bahia em 1629. Em 1636, nasce seu irmão, o poeta Gregório de Matos. Em 1644, Eusébio de Matos professa na Companhia de Jesus. Representa, em 1659, os interesses de sua família em transação com os colégios dos jesuítas da Bahia e de Santo Antão de Lisboa. É chamado a Lisboa para ser nomeado orador do rei – e impedido de ir por seus superiores (1669). Publica em Lisboa o Ecce Homo (1677). Abandona a Companhia de Jesus e ingressa na Ordem do Carmo, com o nome de frei Eusébio da Soledade (1680). Publica em Lisboa, em 1681, o Sermão da soledade e lágrimas de Maria Santíssima Senhora Nossa. Nesse mesmo ano, Antônio Vieira retorna à Bahia. Em 1694, depois de sua morte, foram publicados em Lisboa sermões até então inéditos seus. Em 1923, foi publicado no Rio de Janeiro, na "Estante Clássica da Revista de Língua Portuguesa", o Ecce Homo).
Eusébio da Soledade também é autor da famigerada obra São Pedro Arrependido, que até o final da década de 1940, encontrava-se na Capela do Eremitério Beneditino da Ponta do Monteserrat, no Bairro de Itapagipe, Salvador - BA.